# Khaled Abdulrahman
Khaled Abdulrahman (tiếng Ả Rập: خالد عبدالرحمن; sinh ngày 10 tháng 9 năm 1988) là một cầu thủ bóng đá Các Tiểu vương quốc Ả Rập Thống nhất thi đấu cho Al Ain FC.